# Cónclave de 1592
El cónclave papal de 1592 (10-30 de enero) eligió a Ippolito Aldobrandini como papa Clemente VIII en sucesión de Inocencio IX.

## Muerte de Inocencio IX
El papa Inocencio IX falleció el 30 de diciembre de 1591, tan solo dos meses después de iniciar su pontificado. Esto creó la cuarta sede vacante en el año y medio transcurrido desde la muerte del papa Sixto V, fallecido el 27 de agosto de 1590. 
Le sucedieron luego el papa Urbano VII (15-27 de septiembre de 1590), Gregorio XIV (5-16 de diciembre de 1590) e Inocencio IX (29-30 de diciembre de 1591), por lo que el cónclave papal de enero de 1592 fue el cuarto en tan solo diecisiete meses. No se había producido una situación similar desde 1276-1277.

## Participantes
En este cónclave participaron cincuenta y cuatro de los sesenta y cuatro cardenales.
Veintitrés electores fueron creados por Sixto V, trece por Gregorio XIII, siete por Pío IV, cinco por Gregorio XIV, cuatro por Pío V, uno por Inocencio IX y uno por el Julio III.

## Ausentes
Diez cardenales estuvieron ausentes.
Cinco de ellos fueron creados por Gregorio XIII, cuatro por Sixto V y uno por Inocencio IX.

## Divisiones en el Sacro Colegio y principales candidatos
El Sacro Colegio Cardenalicio estaba dividido en varias facciones. La más fuerte era la española, con Madruzzo como líder no oficial. Apoyaban los intereses del rey Felipe II de España. Su candidato era Giulio Antonio Santori, jefe de la Inquisición romana, conocido como Cardenal Santa Severina. Su candidatura también contaba con el apoyo del partido "Sixtino", que incluía a los antiguos favoritos y al círculo del papa Sixto V; su líder era el cardenal-sobrino de Sixto, Alessandro Peretti de Montalto, vicecanciller de la Iglesia. 
Montalto apoyó a Santori como maniobra táctica, y su verdadero candidato era Aldobrandini. También existía un numeroso grupo de cardenales que se oponían abiertamente a Santori. La mayoría pertenecían a los antiguos círculos de Gregorio XIII y Pío IV, y sus líderes eran Sforza, Hohenems y Marcantonio Colonna.
Dado que en los dos cónclaves anteriores habían ganado los candidatos apoyados por España, se creía generalmente que, también en esta ocasión, solo los papabiles proespañoles tenían posibilidades de ganar las elecciones. Además de Santori, solo Madruzzo, Tolomeo Galión, Paleotti, Marco Antonio Colonna y Aldobrandini eran aceptables para España, y parecía claro que el nuevo papa sería uno de ellos. La candidatura de Aldobrandini fue urdida en secreto por el aliado francés Fernando I, Gran Duque de Toscana, y Felipe II de España permaneció al tanto.

## El cónclave
El cónclave comenzó el 10 de enero de 1592. A la mañana siguiente, Madruzzo y Montalto, junto con sus seguidores, intentaron elegir a Santori por aclamación, pero su plan fracasó debido a la fuerte oposición de Hohenems y su partido. Posteriormente, se siguieron los procedimientos de votación habituales. Cada día se realizó una votación.
Santori obtuvo el mayor número de votos en casi todas las votaciones, pero no logró la mayoría necesaria de dos tercios y su apoyo disminuyó gradualmente. Finalmente, el 29 de enero, el cardenal Montalto decidió apoyar la candidatura de Ippolito Aldobrandini y logró obtener un número significativo de votos. Madruzzo aceptó entonces que la oposición era demasiado fuerte y también se inclinó por Aldobrandini por considerarlo más aceptable que Santori. Este fue el momento decisivo de este cónclave.

## Elección de Clemente VIII
El 30 de enero de 1592, el cardenal Ippolito Aldobrandini fue elegido papa por unanimidad y tomó el nombre de Clemente VIII. El 2 de febrero fue consagrado episcopal por el cardenal Alfonso Gesualdo, obispo de Ostia y Velletri y decano del Colegio Cardenalicio. Siete días después, fue coronado solemnemente por Francesco Sforza di Santa Fiora, diácono de Santa María en Via Lata.